# Leucanopsis mandus
Leucanopsis mandus là một loài bướm đêm thuộc phân họ Arctiinae, họ Erebidae.